# Żyworodność
Żyworodność, żyworództwo, wiwiparia (łac. viviparia, od vivus – żywy oraz parire – rodzić) – rodzaj reprodukcji polegający na tym, że komórki jajowe zapładniane są w obrębie dróg rodnych samicy i przechowywane w obrębie jej układu rozrodczego, rozwój zarodkowy przebiega w organizmie matki, zarodek jest odżywiany za pośrednictwem łożyska lub funkcjonalnie podobnych struktur, zarodki wylęgają się przed opuszczeniem organizmu matki i przychodzą na świat zwykle w pełni ukształtowane. Dzięki temu rozwój płodu przebiega pod osłoną ciała matki, niezależnie od czynników zewnętrznych, a rodzice nie są zmuszeni do wyszukiwania podłoża odpowiedniego do złożenia jaj, co zwierzętom żyworodnym umożliwia zasiedlenie wielu środowisk.

## Kręgowce
W klasyfikacji form rozrodu kręgowców przyjmowane są dwa kryteria:
1. sposób, w jaki organizm potomny opuszcza ciało matki – stosowany od czasów Arystotelesa i jego Historia animalium (Historia Zwierząt) podział na zwierzęta składające jaja oraz zwierzęta rodzące młode wolne od osłonek jajowych,
2. źródło energii pobieranej przez zarodek – tylko z żółtka (lecytotrofia) lub najpierw ze zredukowanego żółtka, a następnie z organizmu matki (matrotrofia).

Na początku XIX wieku termin żyworodność część zoologów zaczęła stosować wyłącznie w odniesieniu do ssaków łożyskowych. Dla formy rozrodu organizmów lecytotroficznych pozostających w ciele matki wprowadzono termin jajożyworodność. Termin ten był później przez niektórych biologów (m.in. Richard Owen) przypisywany formom jajorodnym lub o słabo wykształconym łożysku (np. torbacze). W drugiej połowie XX wieku definicja żyworodności była różnie przedstawiana w literaturze przez różnych autorów i obejmowała:
1. wszystkie przypadki żyworodności,
2. reprodukcję, w czasie której nie występują osłony jajowe zarodków,
3. składanie częściowo rozwiniętych jaj (stekowce i łuskonośne),
4. wszystkie przypadki zapłodnienia wewnętrznego.

W wyniku wielu długich dyskusji wśród naukowców termin jajożyworodność został ostatecznie odrzucony jako przestarzały, a jego stosowanie jest niezalecane.
Żyworodność wyewoluowała z jajorodności we wszystkich gromadach kręgowców, z wyjątkiem ptaków. Występuje u ssaków łożyskowych, torbaczy, ryb chrzęstnoszkieletowych i kostnoszkieletowych, płazów, gadów oraz nielicznych bezkręgowców. Wyróżnia się żyworodność fakultatywną i obligatoryjną. Znane są przypadki jajorodności u ryb żyworodnych i odwrotnie.
Ssaki (z wyjątkiem stekowców) rozwijają się bez osłonek jajowych i rodzą w pełni rozwinięte. Rozwój żyworodności u ryb przebiegał w dwóch kierunkach: zarodki spodoustych rozwijają się w jajowodach, a kostnoszkieletowych w jajnikach. U ryb o bardziej zaawansowanym stopniu  żyworodności występują różne typy łożysk przypominające łożysko ssaków, a woreczek żółtkowy zarodka jest silnie zredukowany.
U zwierząt żyworodnych, których zarodki odżywiają się żółtkiem (lecytotrofia) i zachowują całkowitą autonomię podczas rozwoju występuje żyworodność lecytotroficzna, wcześniej nazywana jajożyworodnością.

## Stawonogi
Wśród stawonogów żyworodność występuje u skorpionów oraz niektórych owadów i roztoczy. Wyróżnia się 3 jej typy:
1. jajożyworodność – organizm młodociany wylęga się z jaja w drogach rodnych samicy lub tuż po jego złożeniu (np. niektóre muchówki, chrząszcze i roztocze).
2. żyworodność adenotroficzna – rozwój larw odbywa się w drogach rodnych samicy, gdzie odżywiane są za pomocą struktur analogicznych do łożyska (np. skorpiony i niektóre owady). W tym typie żyworodności urodzić może się larwa, larwa przechodząca natychmiast w stadium poczwarki (niektóre muchówki) lub osobnik dojrzały płciowo (niektóre roztocze).
3. żyworodność hemoceliczna – rozwój larw odbywa się nie w drogach rodnych, a w hemocelu samicy (zjawisko aparii) i związany może być z pedogenezą (niektóre muchówki, chrząszcze, wachlarzoskrzydłe i mechowce).

W przypadku gdy rodzoną postacią jest larwa, mówi się także o larworodności.